# Hermanos Álvarez Quintero

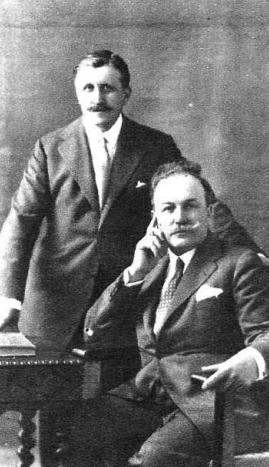
Serafín y Joaquín Álvarez Quintero

Los hermanos Álvarez Quintero fueron una pareja de dramaturgos y poetas españoles, compuesta por Serafín Álvarez Quintero (1871-1938) y Joaquín Álvarez Quintero (1873-1944)

## Biografía

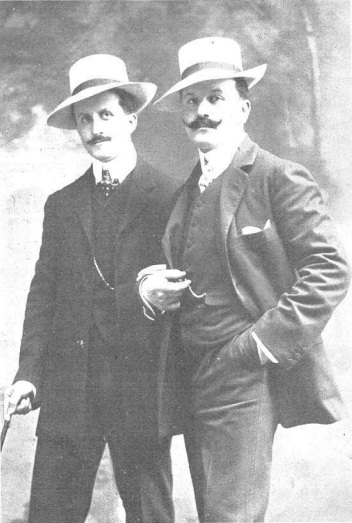
Los dos hermanos, fotografiados por Kaulak.

Nacidos ambos en la localidad sevillana de Utrera —Serafín el  26 de marzo de 1871 y Joaquín el 20 de enero de 1873—, se instalaron en la ciudad de Sevilla, donde vivieron bastante tiempo como empleados de Hacienda, mientras colaboraban en diversas publicaciones como El Diablo Cojuelo, e iniciaron paulatinamente su dedicación exclusiva al teatro.
Su debut como autores tuvo lugar en 1888 con Esgrima y amor en el Teatro Cervantes. El éxito de la comedia les impulsa a viajar a Madrid, donde, a partir de 1889, estrenan varios sainetes líricos y juguetes cómicos con buen éxito lo que consolida su carrera, entre ellos: Gilito (1889), Blancas y negras (1892), La media naranja (1894), La buena sombra (1895), La reja (1897), El traje de luces (1898), El patio (1900). Ambos hermanos colaboraron en todas sus obras dramáticas y fueron miembros de la Real Academia Española.
Su primer éxito resonante lo obtuvieron en 1897 con El ojito derecho. A este éxito sucedieron muchos otros más, siendo especialmente recordados Las flores (1901), El genio alegre (1906), Malvaloca (1912), Puebla de las mujeres (1912), Las de Caín (1908) y mucho después Mariquilla Terremoto (1930). Fueron nombrados hijos predilectos de Utrera y Sevilla y adoptivos de Málaga y Zaragoza. Sus obras fueron traducidas a varios idiomas;[cita requerida] se representaron en las más apartadas latitudes como en el Teatro Colón de Buenos Aires, por la compañía Guerrero-Mendoza que llevaba varias de sus obras cuando construyó aquel teatro y sus autores gozaron de innumerables homenajes, entre ellos uno muy conocido en los años veinte en Madrid en que colaboró todo el mundillo escénico.
Ambos fueron apresados al comienzo de la Guerra Civil por los republicanos en la Cárcel Republicana de El Escorial. Los dos fallecieron en Madrid. Serafín moriría de muerte natural el 12 de abril de 1938, debiendo interceder Melchor Rodríguez para permitir a la hermana de este que su ataúd llevase un crucifijo, como era deseo de Serafín (no permitido en ese momento), ante la negativa de los milicianos de la casa mortuoria. Joaquín falleció el 14 de junio de 1944. Los restos de ambos reposan en el cementerio de San Justo, en Madrid.

## Obra

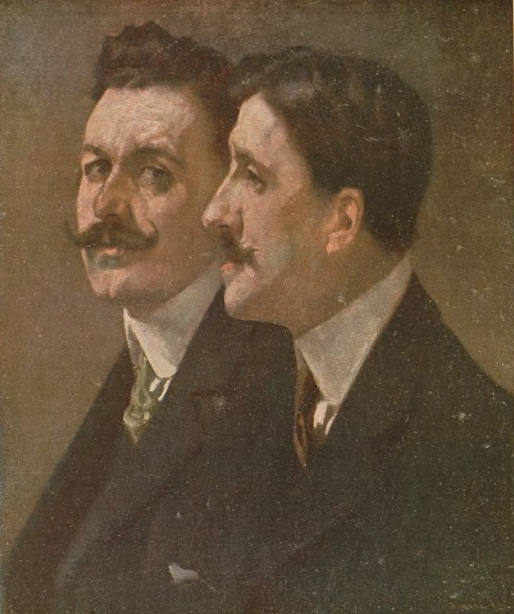
Serafín y Joaquín Álvarez Quintero, retrato al óleo de Emilio Sala

Aunque no escribieron únicamente comedias (Fortunato, Nena Teruel, Mundo mundillo..., Los leales, Dios dirá, La calumniada, Don Juan, buena persona, Tambor y cascabel, La boda de Quinita Flores, Pasionera, Concha la Limpia, Los mosquitos, Las de Abel, Diana la cazadora, Sábado sin sol, La flor de la vida, Así se escribe la Historia, Amores y amoríos, El centenario, Doña Clarines, Febrerillo, el loco, La casa de García, La rima eterna, Cabrita que tira al monte, Los duendes de Sevilla, Ventolera, 1944 etc.), sainetes (Mañana de sol, 1905), libretos de zarzuela (La reina mora, 1903) y piezas cómicas, sino también dramas (Malvaloca, 1912; Cancionera, 1924), fue en esos géneros en los que fundamentalmente se les recuerda a causa de su gran talento cómico. En total escribieron cerca de doscientos títulos, algunos de ellos premiados, como por ejemplo Los Galeotes, que recibió el premio de la Real Academia a la mejor comedia del año. Su última obra conjunta es La Giralda, zarzuela de José Padilla.

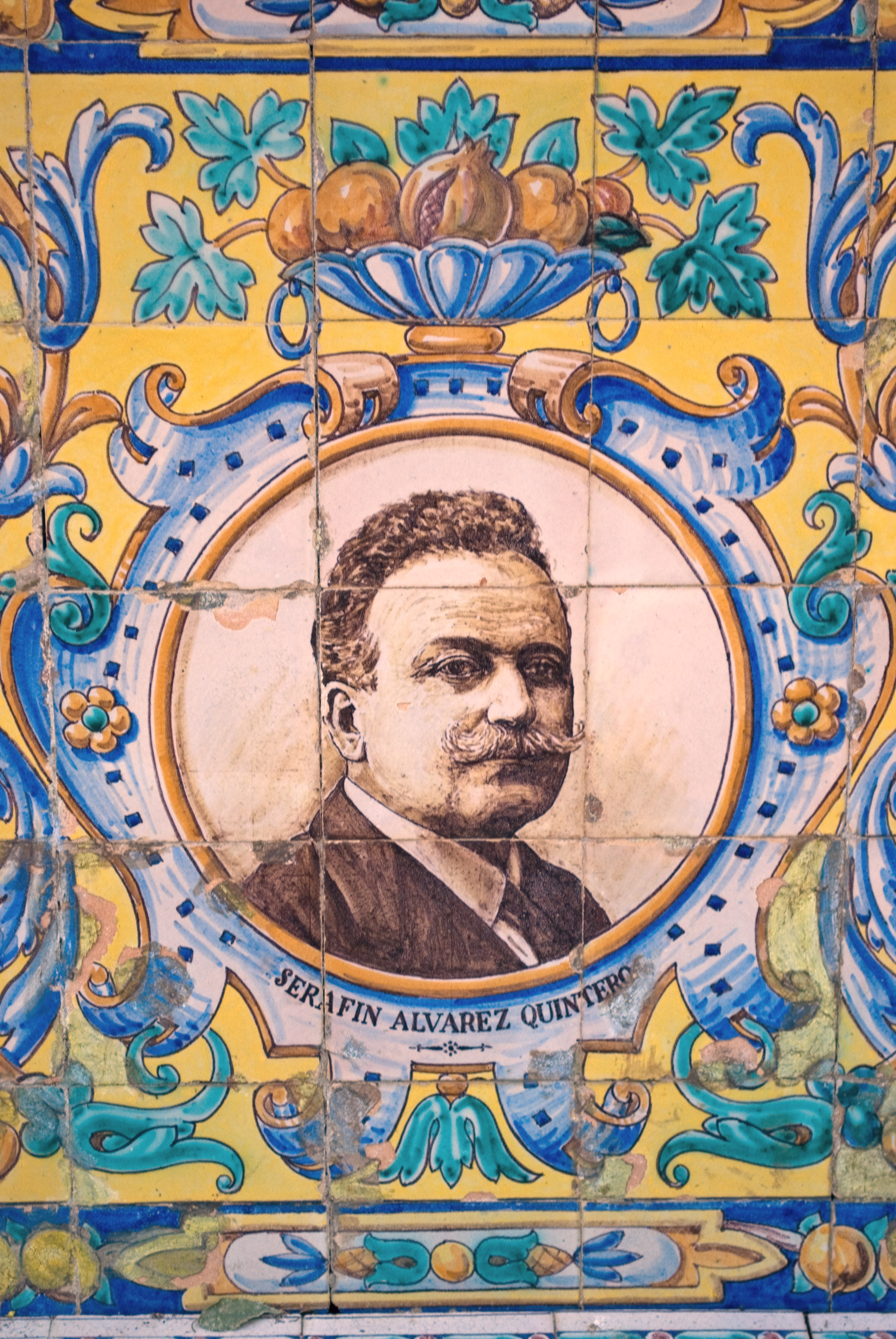
Retrato de Serafín Álvarez Quintero en la Glorieta Hermanos Álvarez Quintero, del Parque de María Luisa de Sevilla.

Muchas de sus piezas son de naturaleza costumbrista, describiendo el modo de ser de sus nativas tierras andaluzas, pero dejando al margen la visión sombría y miserable de las lacras sociales; su Andalucía es la de la luz y la del colorido; su ideología es tradicionalista. Según Francisco Ruiz Ramón en Historia del Teatro Español Siglo XX (Cátedra, 1995), "los supuestos básicos de este teatro son los de un realismo naturalista ingenuo". El lenguaje de sus piezas es un castellano depurado y elegante pasado por el tamiz fónico del dialecto andaluz; sus chistes son finos y de buen gusto, sin llegar nunca a la chabacanería; con ello estilizaron e idealizaron el género chico; abunda la gracia y la sal y hay una genuina vis cómica.
Son maestros en el diálogo, que es siempre vivaz y gracioso. Es por ello por lo que en los años 1930 su arte se aprovecha en el cine, creando varios guiones para las películas de la mítica Estrellita Castro. Dramáticamente no aportan ninguna novedad sustancial técnica ni estructuralmente, pero depuraron el andalucismo de la misma forma que hizo Carlos Arniches con el madrileñismo. Sin embargo, nunca pasaron más allá en su crítica social, que se detiene en el ternurismo y en lo melodramático; se trata en suma de comedias burguesas que ofrecen una visión idealizada y amable de Andalucía que no inquiete al espectador medio; la alegría de vivir acalla cualquier atisbo de conflicto dramático. Es esta alegría de vivir la que salvó el teatro de los hermanos Quintero de implacables críticos como Ramón Pérez de Ayala, Azorín o Luis Cernuda.
Sus Obras completas se editaron en Madrid: Fernando Fe y Espasa-Calpe, 1918-1947, en cuarenta y dos volúmenes.
Sus obras han pasado a ser de dominio público en el año 2025, y se encuentran digitalizadas en la Biblioteca Nacional de España para ser descargadas desde su página web.